# قانون زيف

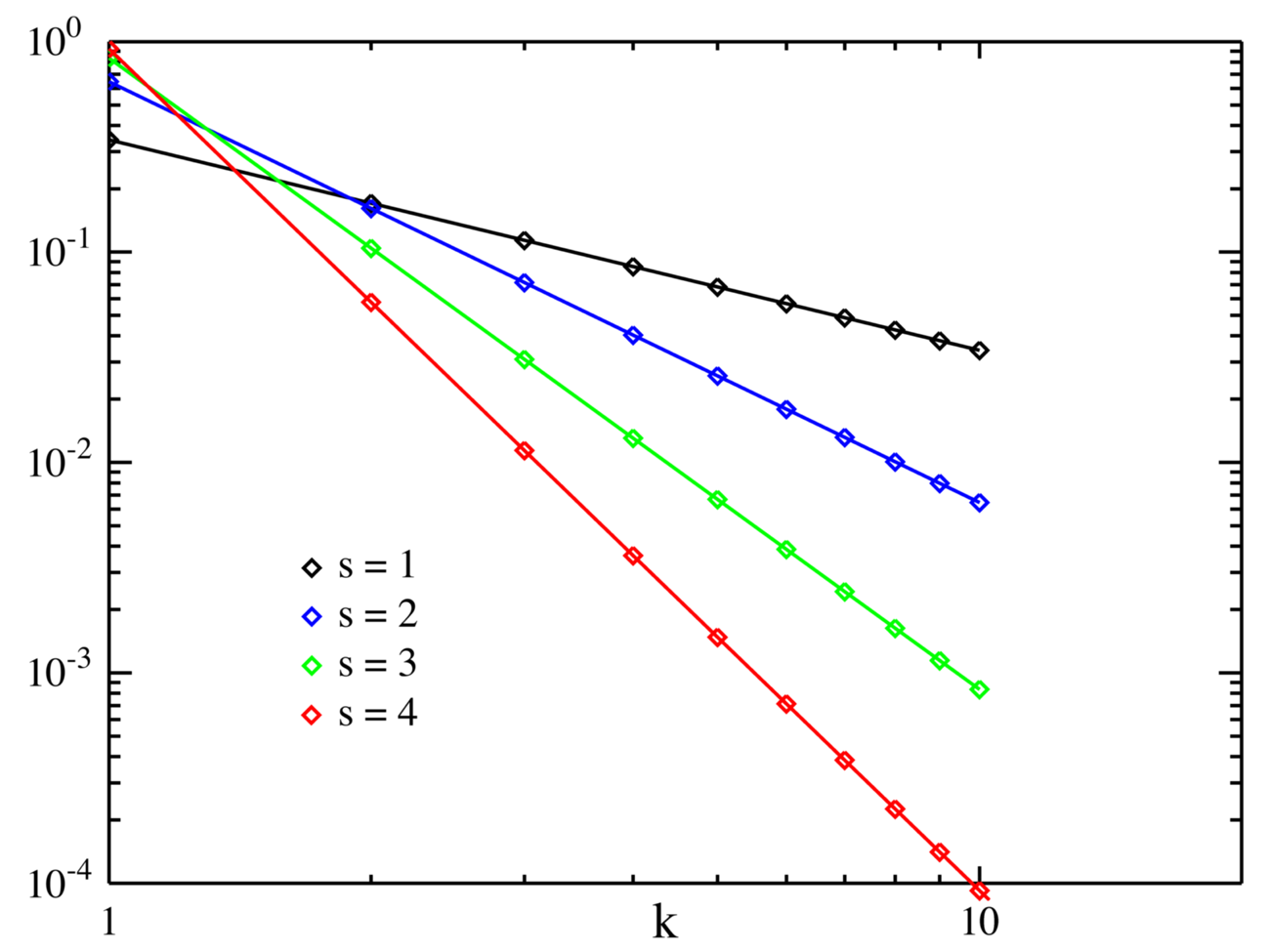

قانون زيف (بالإنجليزية  Zipf's law) هو قانون تجريبي تم صياغته باستخدام الإحصاءات الرياضية للإشارة إلى حقيقة أن العديد من أنواع البيانات في العلوم الفيزيائية والاجتماعية يمكن أن تتبع توزيع قانون زيف أو واحد من قوانين التوزيعات الاحتمالية من عائلته .
سمي القانون تكريما للعالم اللغوي الأمريكي جورج كينغسلي زيف [الإنجليزية] (1902-1950) الذي سعى إلى تفسير القانون ما بين 1935 و 1949. لاحظ الفرنسي جان باتيست إستوب [الإنجليزية] القانون قبل زيف. كما لوحظ في عام 1913 من قبل الفيزيائي الألماني فيليكس أورباخ (1856-1933).